# Linsellborren
Linsellborren är ett naturreservat i Härjedalens kommun i Jämtlands län.
Området är naturskyddat sedan 2001 och är 150 hektar stort. Reservatet omfattar en femton kilometer lång sträcka av vattendraget Ljusnan där vattnet strömmar fritt. Vid stranden växer gran, björk, al, asp och rönn.